# Clogher
Clogher (en gaèlic irlandès Clochar, que vol dir lloc pedregós) és una vila d'Irlanda del Nord, al comtat de Tyrone, a la província de l'Ulster. Es troba als marges del riu Blackwater, 29 kilòmetres al sud d'Omagh. Es troba en els townlands de Clogher Demesne i Clogher Tenements. El cens de 2001 recull una població de 309 habitants. La parròquia civil de Clogher cobreix àrees del comtat de Fermanagh i del de Tyrone.

## Història
El nom Clochar es refereix a alguna cosa feta de pedra ('Cloch' és la paraula irlandesa per a 'pedra' i es pot haver anglicitzat com a 'cloch', 'clogh' o 'clough'); probablement en un monestir medieval o un ringfort proper. S'ha trobat restes arqueològiques del segle V al veïnatge. Es diu que Clogher ha estat localització d'una pedra cerimonialo oracle coberta d'or anomenada Cermand Cestach. La història diu que "Cloch-Ór (pedra daurada), podia haver estat una pedra cerimonial o oracle (vegeu Cenn Cruaich i Omphalos) originalment coberta en or sagrat pels druides ... donada als Mac Cairthinn per un antic noble pagà (Cairpre, el pare de Tigernach de Clones), qui l'havia assetjat de totes les maneres possibles fins que l'amor pacient del sant va guanyar el governador local a la fe.." La pedra és registrada com a "una curiositat en el pòrtic de la catedral de Clogher" en el temps de l'annalista Cathal Maguire de Fermanagh a finals del segle xv. Tighernach de Clones va succeir St. Mac Cairthinn com a bisbe de Clogher.
Clogher ha estat un centre religiós des de l'època de Sant Patrici i potser abans, St. Aedh Mac Cairthinn de Clogher (c. 430-505), un dels primers deixebles i company de Sant Patrici fundà un monestir a l'indret, que més tard fou reconegut com a seu episcopal pel Sínode de Rathbreasail. La catedral de Sant Macartan a la vila és avui una de les dues catedrals de la Diòcesi de Clogher de l'Església d'Irlanda; l'altra és a Enniskillen. La Diòcesi de Clogher de l'Església Catòlica Romana té la seu a la catedral de Monaghan.

## Demografia

### Població delseglexix
La població de la vila va disminuir durant tot el segle XIX:
| Any      | 1841 | 1851 | 1861 | 1871 | 1881 | 1891 |
| -------- | ---- | ---- | ---- | ---- | ---- | ---- |
| Població | 702  | 558  | 389  | 242  | 225  | 273  |
| Cases    | 109  | 94   | 79   | 51   | 61   | 59   |